# Derk van der Woude
Derk van der Woude (Groningen, 22 maart 1880 – Warnsveld, 20 mei 1959) was een Nederlands biljarter. Hij nam tussen seizoen 1912–1913 en 1919–1920 deel aan vijf nationale kampioenschappen in de ereklasse ankerkader 45/2.

## Deelname aan Nederlandse kampioenschappen in de Ereklasse
| Nr. | Kampioenschap     | Plaats     | Klassering | Alg. gemiddelde |
| --- | ----------------- | ---------- | ---------- | --------------- |
| 1.  | AK 45/2 1912–1913 | Arnhem     | 9e         | 6,04            |
| 2.  | AK 45/2 1913–1914 | Leeuwarden | 6e         | 5,82            |
| 3.  | AK 45/2 1917–1918 | Amsterdam  | 8e         | 6,79            |
| 4.  | AK 45/2 1918–1919 | Arnhem     | 5e         | 9,02            |
| 5.  | AK 45/2 1919–1920 | Leeuwarden | 4e         | 7,61            |